# Marquesado de Arucas
El marquesado de Arucas es un título nobiliario español creado por el rey Alfonso XIII en favor de Ramón Madan y Uriondo, comandante de infantería, mediante real decreto del 16 de marzo de 1911 y despacho expedido el 29 de abril del mismo año.
Su denominación hace referencia a la localidad de Arucas, en la provincia de Las Palmas.

## Marqueses de Arucas
|                           | Titular                                         | Periodo                   |
| Creación por Alfonso XIII | Creación por Alfonso XIII                       | Creación por Alfonso XIII |
| ------------------------- | ----------------------------------------------- | ------------------------- |
| I                         | Ramón Madan y Uriondo                           | 1911-1931                 |
| II                        | María del Carmen Fernández del Campo y Madan    | 1931-1972                 |
| III                       | María del Rosario Massieu y Fernández del Campo | 1972-2003                 |
| IV                        | María del Rosario Benítez de Lugo y Massieu     | 2004-hoy                  |

## Historia de los marqueses de Arucas
- Ramón Madán y Uriondo (Santa Cruz de Tenerife, 30 de octubre de 1852-Arucas, 17 de mayo de 1931), I marqués de Arucas, comandante de infantería, Gran Cruz de la Orden del Mérito Agrícola.[1][3]

Casó el 7 de octubre de 1888, en Arucas, con María del Rosario González y Fernández del Campo (m. 1914). Fue autorizado para designar sucesor por real decreto del 18 de mayo de 1914, debido a que no tenía hijos y la siguiente heredera era Rafaela Madan Recco, residente en Santa Cruz de Tenerife. El 8 de marzo de 1950, se saltó a dicha joven y dio el título a su sobrina (hija de Teresa Madán y Uriondo y Teófilo Fernández del Campo y Medina):
- María del Carmen Fernández del Campo y Madan (m. Las Palmas de Gran Canaria, 29 de diciembre de 1972),  II marquesa de Arucas, dama de la Real Hermandad del Santo Cáliz de Valencia.[1][3]

Casó con Felipe Massieu y de la Rocha. El 6 de septiembre de 1977 le sucedió su hija:
- María del Rosario Massieu y Fernández del Campo (Las Palmas de Gran Canaria, 22 de enero de 1917-6 de junio de 2003), III marquesa de Arucas.[3]

Casó el 5 de junio de 1937, en Madrid, con Luis Juan Francisco Benítez de Lugo y Ascanio (1916-2008), marqués de la Florida. El 26 de abril de 2004, previa orden del 12 de marzo para que se expida la correspondiente carta de sucesión (BOE del 16 de abril), le sucedió su hija:
- María del Rosario Benítez de Lugo y Massieu, IV marquesa de Arucas.[3]

Casó con Juan Antonio del Río y Bravo de Laguna.